# Небуорт-хаус
Не́буорт-ха́ус (англ. Knebworth House) — частное загородное поместье, расположенное на землях общины Небуорт в английском графстве Хартфордшир.

## История и описание
Небуорт-хаус является собственностью семьи Литтон (Lytton) с 1490 года, когда некий Томас Бурчер (Thomas Bourchier) продал его обратно сэру Роберту Литтону (Robert Lytton). Изначально всё здание было выстроено из красного кирпича в стиле поздней готики. Постройка состояла из основного здания и двух боковых крыльев, примыкавших к основному зданию, между которыми находился открытый центральный двор квадратной формы. В 1813—1816 годах здание было перестроено — от первоначальной постройки осталось только западное крыло, которое, в свою очередь, по просьбе тогдашней владелицы госпожи Бульвер-Литтон (Bulwer-Lytton) было реконструировано архитектором Джоном Бьяджо Ребекка (John Biagio Rebecca) в стиле неоготики. В 1843—1845 годах это здание было вновь реконструировано — архитектор Генри Эдвард Кенделл (младший) (Henry Edward Kendall, Jr) придал ему окончательный облик, также решенный в неоготическом стиле, в котором здание и сохранилось до настоящего времени.
Бо́льшая часть интерьера здания позднее[когда?] была перепроектирована сэром Эдвином Лаченсом (Edwin Lutyens), который также упростил и главный парковый партер. Возле дома планировалась разбивка травяного сада (так называемый — Herb garden), выполненного в квинкэнкс (quincunx) дизайне — Гертруда Джикэлл (Gertrude Jekyll) разработала соответствующий проект в 1907 году, но подобный сад был засеян в Небуорт-хаус лишь в 1982 году.

## Известные постояльцы и гости замка
Одним из известных жильцов Небуорт-хаус был Эдвард Бульвер-Литтон (Edward Bulwer-Lytton) — викторианский автор, драматург и государственный деятель. Он занимался ландшафтным дизайном, украшая сады поместья в итальянском стиле. Замок посещали королева Елизавета I, Чарльз Диккенс, Уинстон Черчилль и многие другие.
С 1 сентября 1913 года сроком на 1 год за 3 тыс. фунтов замок был взят в аренду Великим князем Михаилом Александровичем, который поселился в нём со своей семьёй. По воспоминаниям супруги князя Натальи Брасовой, время, проведённое в замке, стало «наисчастливейшим годом» её жизни.

## Небуорт-хаус в настоящее время
В наши дни в Небуорт-хаус постоянно проживает Генри Литтон-Кобболд (Henry Lytton-Cobbold) вместе со своей семьёй.
Само здание поместья, а также все его сады и зе́мли открыты для общественного посещения. На зе́млях Небуорт-хаус расположены: тематическая детская площадка, мини железная дорога и тематический парк динозавров. На землях поместья проходят также и различные общественные мероприятия: ралли на классических автомобилях, ежегодная ярмарка по спасению архитектурного наследия Salvo Fair.
С 1974 года Небуорт-хаус становится одним из главных мест проведения ежегодных больших рок- и поп-концертов под открытым небом в Великобритании.
C 2009 года в Небуорт-хаус проходит британская часть концертов ежегодного рок-фестиваля Sonisphere — который, собственно, здесь и зародился, когда в июле 2009 года в Небуорт-хаус был проведён самый первый его концерт, положивший начало ежегодному большому панъевропейскому музыкальному событию под названием «Фестиваль Sonisphere».

## Радио
В помещении старой водонапорной башни, где ранее хранилась вода для всего поместья, ныне находится студия местной радиостанции 106 Jack FM Herfordshire.

## Небуорт-хаус вкинематографе
Небуорт-хаус присутствует на кадрах многих фильмов:
- «Вечный сон» (The Big Sleep, 1978) — как особняк генерала Стернвуда.
- «Большое кукольное путешествие» (1980) — в качестве экстерьера галереи Мэллори
- «Sir Henry at Rawlinson End» (1980) — интерьер и экстерьер.
- «The Shooting Party» (1985) — основная локация фильма.
- «Porterhouse Blue» (сериал, 1987) — в качестве экстерьера дома сэра Кэтхарта Д’Ита.
- «Медовый месяц с призраками» (Haunted Honeymoon, 1986) — некоторые сцены.
- «Логово белого червя» (1988) — как особняк Д’Эмптона.
- «Бэтмен» (1989) — сцены с экстерьером особняка Брюса Уэйна.
- «Sacred Flesh» (1999) — сцены с экстерьером женского монастыря.
- «Пункт назначения — Лондон» (2004) — некоторые сцены внутри здания и зе́мли вокруг.
- «Гарри Поттер и Кубок огня» (2005) — сцена бала.
- Jonathan Creek (сериал) — локация Metropolis в специальной рождественской серии 2008 года.
- «Король говорит!» (2010) — некоторые сцены.
- «Невероятные» (англ. The Nevers) (англ. The Nevers) (2021) - поместье лорда Мэссена
- «Knebworth 1996» (2021) — основная локация документального фильма об Oasis.